# SN 2012I
SN 2012H – dziewiąta supernowa odkryta w 2012.  Należąca do typu Ia, supernowa położona jest w gwiazdozbiorze Wieloryba.  Została odkryta 18 stycznia w ramach programu Catalina Sky Survey, jej jasność w momencie odkrycia wynosiła 16,3m.